# مسألة المطار
في الرياضيات وبالأخص في نظرية الألعاب،  مسألة المطار هي نوع من مسائل التوزيع العادل التي تقرر كيفية توزيع تكلفة مدرج المطار بين مختلف اللاعبين الذين يحتاجون إلى مدارج ذات أطوال مختلفة. عرض المسألة ستيفن ليتلتشايلد وجيل أوين في عام 1973. والحل المقترح هو:
1. تقسيم تكلفة توفير الحد الأدنى من المرافق المطلوبة لأصغر نوع من الطائرات بالتساوي بين العدد الكلي لهبوطات الطائرات
2. تقسيم التكاليف الإضافية لتوفير الحد الأدنى من المرافق المطلوبة لثاني أصغر نوع من الطائرات (الفرق بينها وبين تكاليف أصغر طائرة) بالتساوي بين العدد الكلي لهبوط كل الطائرات إلا أصغر نوع. وتستمر العملية حتى تقسم التكاليف الإضافية لأكبر طائرة بالتساوي بين هبوطات الطائرات الكبرى.

يوضح المؤلفان أن المجموعة الناتجة من تكاليف الهبوط هي قيمة شابلي للعبة معرفة بشكل مناسب.

## مثال
يحتاج مطار ما لبناء مدرج لأربع أنواع من الطائرات المختلفة. تبلغ كلفة البناء لكل من هذه الطائرات 8 و11 و13 و18 للطائرات من أنواع A وB وC وD. جدول التكلفة بناء على قيمة شابلي هو كالتالي:
| نوع الطائرة       | إضافة A | إضافة B | إضافة C | إضافة D | قيمة شابلي |
| ----------------- | ------- | ------- | ------- | ------- | ---------- |
| التكلفة الحدية    | 8       | 3       | 2       | 5       |            |
| التكلفة للطائرة A | 2       |         |         |         | 2          |
| التكلفة للطائرة B | 2       | 1       |         |         | 3          |
| التكلفة للطائرة C | 2       | 1       | 1       |         | 4          |
| التكلفة للطائرة D | 2       | 1       | 1       | 5       | 9          |
| المجموع           |         |         |         |         | 18         |